# Galeria Biała (Lublin)
Galeria Biała w Lublinie – niekomercyjna, autorska galeria sztuki prowadzona przez Annę Nawrot i Jana Grykę. Od 1985 roku w ramach Centrum Kultury w Lublinie. 
W Galerii Białej prezentowane były i są nowe interesujące zjawiska w sztuce, zwłaszcza w środowisku lubelskim. Jest to miejsce, w którym debiutowali tacy artyści pokolenia 70. i 80., jak: Robert Kuśmirowski, Eliza Galey, Bogna Burska oraz Katarzyna Korzeniecka. Prowadzący galerię zwracają się w stronę sztuki młodej, poszukującej swojej własnej formy ekspresji, co sprawia, że jest to miejsce posiadające duży potencjał generowania nowych, ważnych zjawisk na polskiej scenie artystycznej. Co roku organizuje się w Białej od 12 do 14 wystaw indywidualnych lub zbiorowych.